# Hou toch van mij
Hou toch van mij is een nummer van Bob Benny. Het was tevens het nummer waarmee hij België vertegenwoordigde op het Eurovisiesongfestival 1959 in de Franse stad Cannes. Daar werd hij uiteindelijk gedeeld zesde, met negen punten. Het was de eerste van twee deelnames voor Benny. Twee jaar later deed hij nogmaals mee, met September, gouden roos.

## Resultaat
| Plaats | Land                     | Artiest               | Lied                                | Punten |
| ------ | ------------------------ | --------------------- | ----------------------------------- | ------ |
| 5      | Denemarken               | Birthe Wilke          | Uh jeg ville ønske jeg var dig      | 12     |
| 6      | België                   | Bob Benny             | Hou toch van mij                    | 9      |
| 6      | Italië                   | Domenico Modugno      | Piove                               | 9      |
| 8      | Bondsrepubliek Duitsland | Alice & Ellen Kessler | Heute Abend woll'n wir tanzen geh'n | 5      |